# Euryozius
Euryozius is een geslacht van kreeftachtigen uit de klasse van de Malacostraca (hogere kreeftachtigen).

## Soorten
- Euryozius bouvieri (A. Milne-Edwards, 1869)
- Euryozius camachoi Ng & Liao, 2002
- Euryozius canorus (Rathbun, 1911)
- Euryozius danielae Davie, 1993
- Euryozius pagalu Manning & Holthuis, 1981
- Euryozius sanguineus (Linnaeus, 1771)